# Okręg wyborczy województwo wrocławskie do Senatu Rzeczypospolitej Polskiej
Okręg wyborczy województwo wrocławskie do Senatu Rzeczypospolitej Polskiej obejmował w latach 1989–2001 obszar województwa wrocławskiego. Wybierano w nim 2 senatorów, przy czym w latach 1989–1991 obowiązywała zasada większości bezwzględnej, zaś w latach 1991–2001 większości względnej.
Powstał w 1989 wraz z przywróceniem instytucji Senatu. Zniesiony został w 2001, na jego obszarze utworzono nowe okręgi nr 2 i 3.
Siedzibą okręgowej komisji wyborczej był Wrocław.

## Reprezentanci okręgu
| Rok       | Senator komitet wyborczy                         | Senator komitet wyborczy                   | Senator komitet wyborczy                        | Senator komitet wyborczy                           |
| --------- | ------------------------------------------------ | ------------------------------------------ | ----------------------------------------------- | -------------------------------------------------- |
| 1989      |                                                  | Karol Modzelewski                          |                                                 | Roman Duda                                         |
| 1991      |                                                  | Franciszek Połomski Unia Demokratyczna     |                                                 | Henryk Rossa Porozumienie Obywatelskie Centrum     |
| 1993      |                                                  | Maria Berny Sojusz Lewicy Demokratycznej   |                                                 | Henryk Rot Sojusz Lewicy Demokratycznej            |
| 1995      | Kazimierz Działocha Sojusz Lewicy Demokratycznej | Maria Berny Sojusz Lewicy Demokratycznej   |                                                 |                                                    |
| 1997      |                                                  | Bogdan Zdrojewski KW Bogdana Zdrojewskiego |                                                 | Leon Kieres Samorządowy KW Profesora Leona Kieresa |
| 2000      |                                                  | Marian Noga Sojusz Lewicy Demokratycznej   |                                                 | Leon Kieres Samorządowy KW Profesora Leona Kieresa |
| 2001 (I)  |                                                  | Marian Noga Sojusz Lewicy Demokratycznej   | Bogusław Litwiniec Sojusz Lewicy Demokratycznej |                                                    |
| 2001 (IX) | okręg zniesiony, patrz okręgi nr 2 i 3           | okręg zniesiony, patrz okręgi nr 2 i 3     | okręg zniesiony, patrz okręgi nr 2 i 3          | okręg zniesiony, patrz okręgi nr 2 i 3             |

## Wyniki wyborów
Symbolem „●” oznaczono senatorów ubiegających się o reelekcję.

### Wybory parlamentarne 1989
| Kandydat                                                          | Głosów  | %     |
| ----------------------------------------------------------------- | ------- | ----- |
| Karol Modzelewski                                                 | 359 490 | 74,95 |
| Roman Duda                                                        | 328 538 | 68,49 |
| Józef Kaleta                                                      | 102 449 | 21,36 |
| Antoni Gucwiński                                                  | 56 701  | 11,82 |
| Zdzisław Smektała                                                 | 17 232  | 3,59  |
| Waldemar Frydrych                                                 | 8879    | 1,85  |
| Roman Czuba                                                       | 7672    | 1,60  |
| Zbigniew Demidow                                                  | 7523    | 1,57  |
| Janusz Korwin-Mikke                                               | 6409    | 1,34  |
| Michał Łoś-Tynowski                                               | 4019    | 0,84  |
| Władysław Lechwar                                                 | 3296    | 0,69  |
| Liczba głosów ważnych: 479 665 Źródło: Państwowa Komisja Wyborcza |         |       |

### Wybory parlamentarne 1991
| Kandydat                                              | Kandydat            | Komitet wyborczy                                     | Głosów |
| ----------------------------------------------------- | ------------------- | ---------------------------------------------------- | ------ |
|                                                       | Franciszek Połomski | Unia Demokratyczna                                   | 82 156 |
|                                                       | Henryk Rossa        | Porozumienie Obywatelskie Centrum                    | 73 814 |
|                                                       | Romuald Siepsiak    | Unia Demokratyczna                                   | 71 053 |
|                                                       | Stanisław Jabłonka  | Niezależny Samorządny Związek Zawodowy „Solidarność” | 63 620 |
|                                                       | Andrzej Jasiński    | Kongres Liberalno-Demokratyczny                      | 48 178 |
|                                                       | Jerzy Woźniak       | Wyborcza Akcja Katolicka                             | 46 943 |
|                                                       | Henryk Rot          | Sojusz Lewicy Demokratycznej                         | 46 281 |
|                                                       | Ryszard Żuchowski   | Porozumienie Obywatelskie Centrum                    | 42 211 |
|                                                       | Jan Żukowski        | Polskie Stronnictwo Ludowe Sojusz Programowy         | 39 554 |
|                                                       | Roman Skawiński     | Chrześcijańska Demokracja                            | 37 408 |
|                                                       | Ksawery Borowik     | Unia Polityki Realnej                                | 33 326 |
|                                                       | Regina Laskowska    | Stronnictwo Sprawiedliwości Społecznej               | 27 076 |
|                                                       | Andrzej Proszkowski | Porozumienie Ludowe                                  | 23 302 |
|                                                       | Antoni Lenkiewicz   | Koalicja: Suwerenność Sprawiedliwość Sukces          | 22 614 |
|                                                       | Zdzisław Winnicki   | Stronnictwo Demokratyczne                            | 15 797 |
| Frekwencja: 45,40% Źródło: Państwowa Komisja Wyborcza |                     |                                                      |        |

### Wybory parlamentarne 1993
| Kandydat                                              | Kandydat             | Komitet wyborczy                                     | Głosów |
| ----------------------------------------------------- | -------------------- | ---------------------------------------------------- | ------ |
|                                                       | Maria Berny          | Sojusz Lewicy Demokratycznej                         | 76 835 |
|                                                       | Henryk Rot           | Sojusz Lewicy Demokratycznej                         | 67 611 |
|                                                       | Franciszek Połomski● | Unia Demokratyczna                                   | 60 844 |
|                                                       | Stanisław Jabłonka   | Niezależny Samorządny Związek Zawodowy „Solidarność” | 56 324 |
|                                                       | Jan Kaczmarek        | Polskie Stronnictwo Ludowe                           | 54 629 |
|                                                       | Bolesław Winiarski   | Niezależny Samorządny Związek Zawodowy „Solidarność” | 54 176 |
|                                                       | Roman Traczyk        | Unia Demokratyczna                                   | 50 327 |
|                                                       | Rafał Dutkiewicz     | Kongres Liberalno-Demokratyczny                      | 49 666 |
|                                                       | Jan Kolasa           | Bezpartyjny Blok Wspierania Reform                   | 41 010 |
|                                                       | Mieczysław Kmieć     | Obywatelski KW we Wrocławiu                          | 31 993 |
|                                                       | Jan Majewski         | Samoobrona – Leppera                                 | 31 664 |
|                                                       | Andrzej Gągała       | Samoobrona – Leppera                                 | 29 936 |
|                                                       | Andrzej Michalak     | Bezpartyjny Blok Wspierania Reform                   | 29 163 |
|                                                       | Wincenty Pycak       | Konfederacja Polski Niepodległej                     | 27 816 |
|                                                       | Tadeusz Madejski     | Unia Polityki Realnej                                | 27 387 |
|                                                       | Mirosław Jasiński    | Koalicja dla Rzeczypospolitej                        | 22 666 |
|                                                       | Stanisław Gebhardt   | „Zjednoczenie Polskie”                               | 15 066 |
|                                                       | Mieczysław Huchla    | „Zjednoczenie Polskie”                               | 13 618 |
|                                                       | Lesław Lech          | Stronnictwo Demokratyczne                            | 16 638 |
|                                                       | Adam Pleśnar         | KW na rzecz Adama Pleśnara                           | 12 849 |
| Frekwencja: 52,65% Źródło: Państwowa Komisja Wyborcza |                      |                                                      |        |

### Wybory uzupełniające 1995
Głosowanie odbyło się z powodu śmierci Henryka Rota.
| Kandydat                                             | Kandydat            | Komitet wyborczy                                                      | Głosów |
| ---------------------------------------------------- | ------------------- | --------------------------------------------------------------------- | ------ |
|                                                      | Kazimierz Działocha | Sojusz Lewicy Demokratycznej                                          | 13 869 |
|                                                      | Bolesław Winiarski  | KW Koalicji Ugrupowań Patriotyczno-Niepodległościowych „Nasza Polska” | 13 545 |
|                                                      | Franciszek Połomski | Unia Wolności                                                         | 11 261 |
|                                                      | Zbigniew Ślązak     | Unia Polityki Realnej                                                 | 5448   |
|                                                      | Edward Czapiewski   | KW na rzecz kandydatury dr. Edwarda Czapiewskiego                     | 4124   |
|                                                      | Krystyna Nowicka    | Unia Pracy                                                            | 2802   |
|                                                      | Leszek Bubel        | Forum Walki z Bezprawiem                                              | 1141   |
|                                                      | Janusz Zagórski     | KW Forum Nowej Cywilizacji „Piramida”                                 | 1012   |
| Frekwencja: 6,48% Źródło: Państwowa Komisja Wyborcza |                     |                                                                       |        |

### Wybory parlamentarne 1997
| Kandydat                                              | Kandydat            | Komitet wyborczy                        | Głosów  |
| ----------------------------------------------------- | ------------------- | --------------------------------------- | ------- |
|                                                       | Bogdan Zdrojewski   | KW Bogdana Zdrojewskiego                | 241 179 |
|                                                       | Leon Kieres         | Samorządowy KW Profesora Leona Kieresa  | 138 533 |
|                                                       | Andrzej Wiszniewski | Akcja Wyborcza Solidarność              | 127 960 |
|                                                       | Maria Berny●        | Sojusz Lewicy Demokratycznej            | 83 848  |
|                                                       | Maciej Kowalski     | Sojusz Lewicy Demokratycznej            | 72 695  |
|                                                       | Jerzy Przystawa     | Ruch Odbudowy Polski                    | 48 935  |
|                                                       | Ryszard Jadach      | Unia Pracy                              | 22 139  |
|                                                       | Adam Kozarowicz     | Polskie Stronnictwo Ludowe              | 16 893  |
|                                                       | Jolanta Tarnowska   | Polskie Stronnictwo Ludowe              | 14 524  |
|                                                       | Jan Chorostkowski   | KW „Dom” na rzecz Jana Chorostkowskiego | 10 710  |
| Frekwencja: 50,25% Źródło: Państwowa Komisja Wyborcza |                     |                                         |         |

### Wybory uzupełniające 2000
Głosowanie odbyło się z powodu zrzeczenia się mandatu przez Bogdana Zdrojewskiego w związku z decyzją o dalszym pełnieniu funkcji Prezydenta Miasta Wrocławia.
| Kandydat                                             | Kandydat          | Komitet wyborczy                    | Głosów |
| ---------------------------------------------------- | ----------------- | ----------------------------------- | ------ |
|                                                      | Marian Noga       | Sojusz Lewicy Demokratycznej        | 18 122 |
|                                                      | Adolf Juzwenko    | KWW Adolfa Juzwenki                 | 15 060 |
|                                                      | Antoni Stryjewski | KWW Przyjaciele Rodziny Polskiej    | 9902   |
|                                                      | Henryk Czekierda  | Polskie Stronnictwo Ludowe          | 2702   |
|                                                      | Emil Antoniszyn   | Krajowa Partia Emerytów i Rencistów | 1276   |
|                                                      | Czesław Kosik     | Samoobrona Rzeczpospolitej Polskiej | 1049   |
|                                                      | Stanisław Helski  | KWW Stanisława Helskiego            | 691    |
| Frekwencja: 5,70% Źródło: Państwowa Komisja Wyborcza |                   |                                     |        |

### Wybory uzupełniające 2001
Głosowanie odbyło się z powodu zrzeczenia się mandatu przez Leona Kieresa po jego wyborze na Prezesa Instytutu Pamięci Narodowej.
| Kandydat                                             | Kandydat             | Komitet wyborczy             | Głosów |
| ---------------------------------------------------- | -------------------- | ---------------------------- | ------ |
|                                                      | Bogusław Litwiniec   | Sojusz Lewicy Demokratycznej | 18 015 |
|                                                      | Marek Muszyński      | Akcja Wyborcza Solidarność   | 17 737 |
|                                                      | Leopold Gomułkiewicz | KWW Koalicja dla Polski      | 3057   |
| Frekwencja: 4,51% Źródło: Państwowa Komisja Wyborcza |                      |                              |        |